# ورقية
الورقية في علم الاقتصاد الكلي، هي نظرية نقدية تزعم بأن الأموال نشأت من محاولات الدول لتوجيه النشاط الاقتصادي بدلًا من أن تكون حلًا عفويًا لمشكلات المقايضة أو وسيلةً يمكن بها ترميز الدَّين، وتقول إن النقد الإلزامي يكون ذو قيمة عند التبادل بسبب السلطة السيادية التي تفرض الضرائب على النشاط الاقتصادي الواجب دفعها بالعملة التي تصدرها.

## خلفية
صاغ الخبير الاقتصادي جورج فريدريك ناب اصطلاح «الورقية» في كتابه نظرية الدولة للمال، الذي صدر في ألمانيا عام 1905 وتُرجم إلى الإنكليزية عام 1924. اشتق الاسم من الكلمة اللاتينية تشارتا، وتعني عملة ورقية أو ورقة. يجادل ناب أن «المال هو صنيعة القانون» وليس السلعة. يقارن ناب نظرية الدولة للمال مع «المعدنية»، على النحو الذي تجسدت فيه في وقت قاعدة الذهب، عندما اعتمدت قيمة وحدة العملة على كمية المعادن النفيسة التي تحويها أو التي يمكن مقايضتها. جادل ناب أنه بوسع الدولة أن تسك نقود ورقية خالصة وجعلها قابلة للتداول من خلال الإقرار بها بصفتها عملة رسمية وفقًا لمعيار يعد أموال الدولة «مقبولة في مكاتب الصرف العامة».
جادلت كونستينيا كاتساري أن مبادئ المعدنية والورقية على حدّ سواء تجلت في النظام النقدي الذي طرحه الإمبراطور الروماني أغسطس، والذي طُبق في المقاطعات الشرقية من الإمبراطورية الرومانية، ابتداءً من أوائل القرن الأول إلى نهاية القرن الثالث بعد الميلاد.

كانت الرؤية السائدة للنقود، في الوقت الذي كان ناب يؤلف كتابه، أنها نشأت من أنظمة المقايضة لتصبح وسيط للتبادل لأنها جسدت سلعة دائمة حظيت بقيمة الاستخدام بعض الشيء. ومع ذلك، كما أشار خبراء الاقتصاد الورقيون المعاصرون مثل راندال راي وماثيو فرستاتر، أنه يمكن الاطلاع على رؤى الورقيين بشأن النقود الورقية التي تحركها الضرائب في المؤلفات السابقة للعديد من الخبراء الاقتصاديين الكلاسيكيين، والمثال على ذلك، أدم سميث الذي رصد في ثروة الأمم: 
قد يعطي الأمير الذي ينبغي عليه أن يسن مقدار محدد من ضرائبه التي يتعين دفعها بنقود ورقية من نوع محدد قيمة معينة لهذه الأوراق النقدية نتيجة لذلك، حتى وإن كان ينبغي أن يعتمد أجل إخلاء الطرف والاسترداد كليًا على إرادته.
__ آدم سميث: بحث في طبيعة وأسباب ثروة الأمم 
يرى فرستاتر تأييدًا لمفهوم الأموال المدفوعة الضرائب، بموجب شروط مؤسساتية محددة، في أعمال جان بابتست ساي وجون ستيوارت ميل وكارل ماركس ووليم ستانلي جيفونز. 

جادل ألفريد ميتشل-إينيس، في مؤلفه عام 1914، أن النقود ليست قائمةً بصفتها وسيط للتبادل بل بصفتها معيارًا للمدفوعات المؤجلة مع عد أموال الحكومة دينًا بوسع الحكومة أن تسترجعه عن طريق فرض الضرائب. يجادل إينيس:
حالما تفرض ضريبة ما، يصبح كلّ دافع ضرائب مسؤولًا عن استرداد مقدار بسيط من الدين الذي حددته الحكومة عبر إصداراتها من النقود، سواء كانت نقود معدنية، شهادات، سندات، أم كمبيالات لدى الخزينة أو أي اسم آخر تحمله هذه الأموال. ينبغي على دافع الضرائب كذلك أن يحصل على حصته من الدين من مالك ما لعملة معدنية أو شهادة أو أي شكل أخر من أشكال الأموال الحكومية ويعطيها للخزينة من أجل سداد دينه القانوني. يتعين عليه أن يسترد أو يلغي تلك الحصة من الدين ... يعد استرداد دين الحكومة من خلال فرض الضرائب القانون الأساسي لسك النقود وفي أي إصدار فيما يخص «الأموال» الحكومية أيًا كان شكلها. 
__ ألفريد ميتشيل-إينيس، نظرية ائتمان المال، دورية القانون المصرفي 
اتخذ جون ماينارد كينز من ناب و«الورقية» مرجعًا في الصفحات الافتتاحية لمؤلفه أطروحة في المال عام 1930 ويبدو أنهم أثّروا في الأفكار الكينزية حول دور الدولة في الاقتصاد. بحلول عام 1947، عندما كتب أبا ليرنر مقالته «المال بصفته صنيعة الدولة»، نبذ عدد كبير من الخبراء الاقتصاديين فكرة أن قيمة المال ترتبط ارتباطًا وثيقًا في الذهب. جادل ليرنر أن المسؤولية في تجنب التضخم والكساد تقع على عاتق الدولة بسبب قدرتها في أن تسك المال أو في فرض الضرائب.